# 泉谷赳馬
泉谷 赳馬（いずみや きゅうま、1990年2月17日 - ）は、日本の起業家、政治家。秋田県由利本荘市議会議員（2期）。会社役員。

## 来歴
青森県弘前市生まれ。弘前大学教育学部附属小学校、弘前大学教育学部附属中学校、青森県立弘前南高等学校卒業。2008年4月（平成20年）、秋田県立大学システム科学技術学部に入学。
2012年（平成24年）3月、秋田県立大学システム科学技術学部を卒業。同年4月、秋田県立大学大学院システム科学技術学部研究科に入学。同時に、由利本荘市へ移住。
2013年（平成25年）2月、由利本荘市でIT・デザイン会社を創業。
2014年（平成26年）3月、秋田県立大学大学院システム科学技術学部研究科修士課程を修了。
2021年（令和3年）4月4日に行われた由利本荘市議会議員補欠選挙（欠員２）に立候補。新人4名の選挙戦を制し、初当選。4月5日、由利本荘市議会議員就任。
2021年（令和3年）10月17日に行われた由利本荘市議会議員一般選挙（定数２２―２６）に立候補。2期目の当選を果たした。